# تلتانة
تلتانة قرية سوريّة تتبع إداريّاً لمحافظة حلب منطقة أعزاز ناحية أخترين، بلغ تعداد سكانها 879 نسمة حسب التعداد السكاني لعام 2004.